# Graphephorum wolfii
Graphephorum wolfii là một loài thực vật có hoa trong họ Hòa thảo. Loài này được (Vasey) Coult. mô tả khoa học đầu tiên năm 1885.